# Stictotarsus inexpectatus
Stictotarsus inexpectatus är en skalbaggsart som beskrevs av Dutton och Angus 2007. Stictotarsus inexpectatus ingår i släktet Stictotarsus och familjen dykare. Inga underarter finns listade i Catalogue of Life.